# بيت غزوان (الرجم)

تعديل مصدري - تعديل

بيت غزوان هي إحدى قرى عزلة بني الجلبي بمديرية الرجم التابعة لمحافظة المحويت، بلغ تعداد سكانها 391 نسمة حسب تعداد اليمن لعام 2004.